# Disc volador

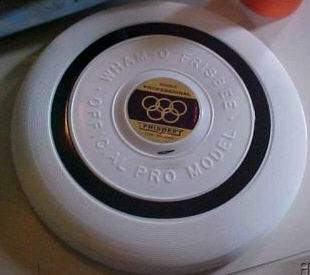
Un disc volador o frisbee professional

Un disc volador, també conegut com a frisbee, és un disc de plàstic amb la vora corbada per aconseguir l'aerodinamisme suficient que permet que planegi quan és llençat de la forma adequada.
L'ultimate és un esport d'equip que fa servir el disc volador per a disputar els partits.

## Història
El 1871, en William Russel Frisbie funda la Frisbie Pie Company a Bridgeport. El seu fill Joseph P. segueix el negoci, fent créixer ostensiblement l'empresa. La seva vídua, na Marian Rose Frisbie, i el que havia estat durant molt de temps cap de producció, en Joseph J. Vaughn, mantenen el negoci assolint una xifra de 80.000 pastissos per dia, l'any 1956. Per a la distribució dels seus productes, s'utilitzava un plat de llauna amb la vora corbada que evitava que quan s'inclinés, rellisquessin. Tot i una petita controvèrsia de quin dels productes era, si els pastissos o les galetes, el fet és que en aquell plat de llauna neix la idea del primer disc volador.
En Walter Frederick Morrison, fill de l'inventor dels fars per a l'automòbil, un cop retornat a casa després de la segona guerra mundial va treballar de fuster un temps, però com son pare, tenia una ment inventiva. Cap al 1948 els plats voladors ocupaven la imaginació de molta gent, i en Walter va pensar, recordant que de jove havia jugat sovint amb els plats de llauna de la marca Frisbie, que podia crear un nou producte comercial. Després de diferents proves, va apostar pel plàstic com a material de fabricació. Primer va usar un polímer basat en l'estearat de butil, però es va trobar amb el problema que quan el disc queia sobre una superfície dura, es trencava en mil bocins. Més tard es va reemplaçar el tipus de polímer per a la seva fabricació. Per altra banda en Richard Knerr i l'Arthur K. Melin, cofundadors de l'empresa de joguines Wham-O, creadors, entre altres jocs, del Hula Hoop, van quedar engrescats amb la senzilla però entretinguda idea del disc volador, basat en principis físics bàsics i fabricat amb un material barat com era el plàstic. Van proposar a en Morrison de fabricar discos voladors a través de la seva empresa de joguines (a la foto superior es pot veure un disc de la marca Wham-O) i el 13 de gener de 1957 va iniciar-se la producció que fins al dia d'avui ha superat els cent milions d'unitats. En un viatge que en Richard Knerr realitzava a l'Ivy League va sentir per primer cop el terme Frisbee per designar el plat volador. Els estudiants de Harvard van dir que anys enrere s'havien usat plats de llauna per jugar i ho anomenaven frisbieing, verb derivat de la marca de pastissos. Tot i que fonèticament iguals, el nom popular del disc volador va passar de l'original Frisbie, a l'actual Frisbee.

## Els llançaments i moviments
Pot haver-hi llençaments del frisbee darrere la mà, davant de la mà, amb la mà pel cim, i d'altres formes com les catapultes. També es pot fer rebotar a terra. I tan important com saber llançar-lo lluny, és saber agafar-lo amb tota mena de posicions divertides i espectaculars. Finalment, hi ha diverses formes de mantenir el frisbee a la mà rodant.